# Giorgio Di Centa
Giorgio Di Centa, född 7 oktober 1972 i Tolmezzo i Italien, är en italiensk tidigare längdskidåkare och bror till Manuela Di Centa. 
Han vann överraskande 50 km masstart vid OS i Turin efter att aldrig tidigare ha vunnit en världscuptävling.  Under samma OS ingick han i Italiens vinnande stafettlag. Vid Tour de Ski 2007/2008 slutade Di Centa på tredje plats efter tjecken Lukáš Bauer och tysken Rene Sommerfeldt. Sin första världscupseger vann han i Canmore, Kanada den 6 februari 2010, vid 37 års ålder.